# 미라마 쇼핑센터

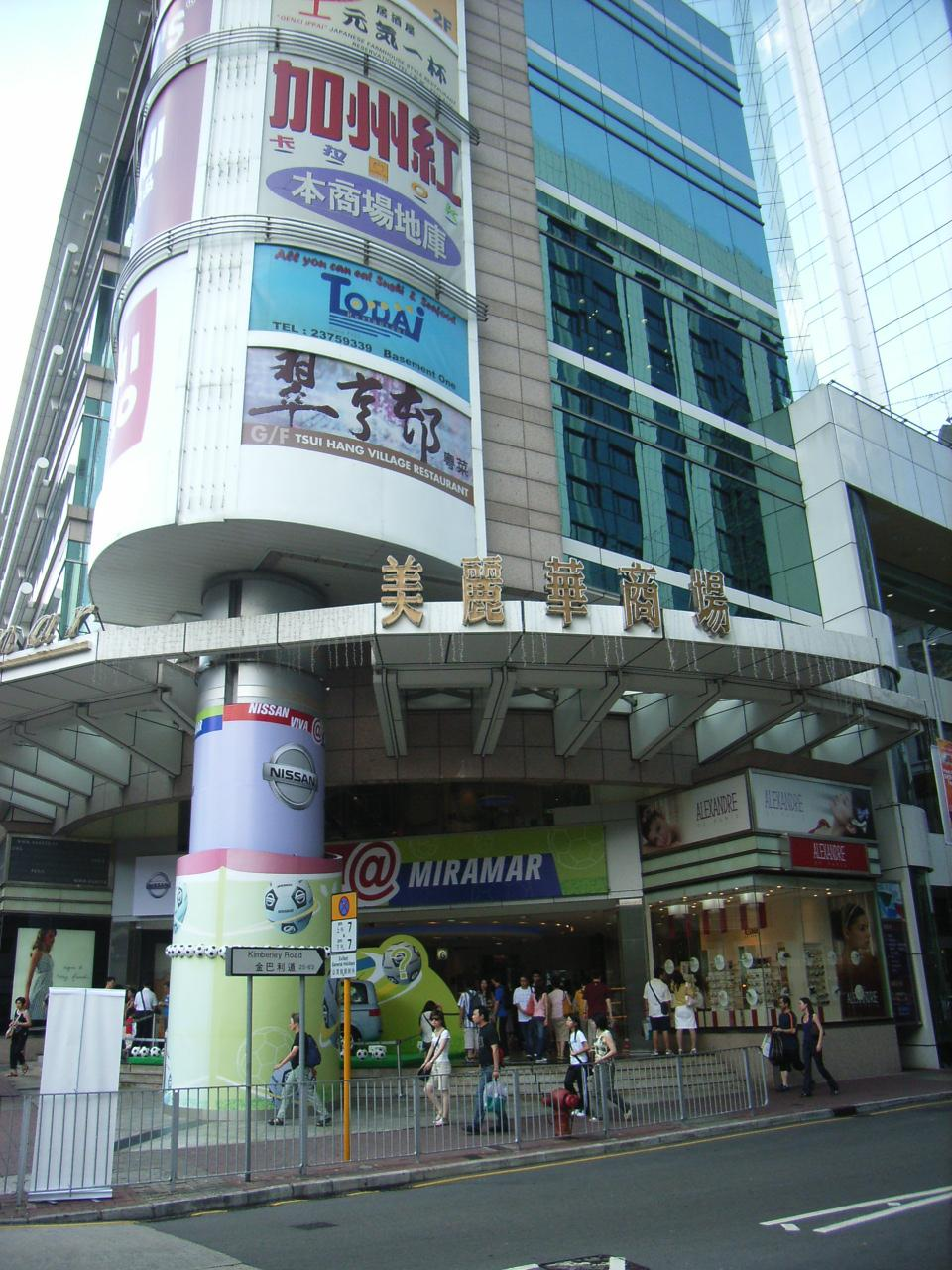
미라마 쇼핑센터

미라마 쇼핑센터(중국어: 美麗華商場, 영어: Miramar Shopping Centre)는 홍콩 짐사저이에 위치한 쇼핑 센터이다.